# فتح اصفهان (انقلاب مشروطه ایران)
فتح اصفهان به ورود نیروهای مجاهدین بختیاری در ۱۵ دی ۱۲۸۷ به اصفهان و کنترل آن شهر اشاره دارد.

## روند
پس از قیام مردم اصفهان علیه حکومت اقبال‌الدوله حاکم مستبد محمدعلی شاه و تقاضای کمک آیت‌الله نورالله نجفی اصفهانی و آقانجفی اصفهانی از ایل بختیاری برای پیوستن به مجاهدینِ شهری، ضرغام‌السلطنه با هفت هزار نفر به باغ ابریشم آمد و همراه با یکصد و ده تن از بختیاری‌ها و با شعار «علی ولی‌الله» حرکت کرده وارد اصفهان شد.
ملحق شدن آن‌ها به مجاهدین اصفهانی باعث فتح اصفهان گردید و اقبال الدوله حاکم اصفهان به کنسولگریِ روس در اصفهان پناهنده شد. پس از آن، قشونِ بختیاری برای فتح تهران به سوی شمال حرکت کردند.
فتح اصفهان، یکی از عوامل مؤثر در سقوط محمدعلی شاه قاجار و پایان دورهٔ استبدادِ صغیر بود.

## قیام اصفهان

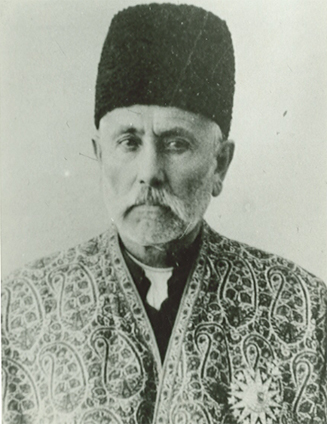
صمصام‌السلطنه رهبر قیام اصفهان

در طی ماه‌های استبداد صغیر تبریز تنها شهر شورشی ایران نبود. یکی دیگر از مهم‌ترین کانون‌های مشروطه‌خواهان شهر اصفهان بود. اصفهان در جریان پیروزی مشروطه تلاش زیادی کرده بود اما در جریان به توپ بستن مجلس مانند بسیاری از شهرها به فرستادن تلگراف حمایتی اکتفا کرد اما دیگر شهر آماده شورش بود. در روزهای پایانی تابستان ۱۲۸۷ علی‌قلی‌خان سردار اسعد مخفیانه از اروپا خود را به اصفهان رسانید و در محله جلفا در خانه یوسف‌خان ارمنی ساکن شد. او به محض ورود اعضای کمیته سری مشروطه را احضار کرد و تصمیمات ابتدایی شورش اصفهان گرفته شد. علی‌قلی‌خان بعد از این دیدار مخفیانه راهی بختیاری شد. یکی از اعضای مهم کمیته سری مشروطه حاج‌آقا نورالله از روحانیون اصفهان بود. با دستور و نظارت او آزادی‌خواهان شروع به جمع‌آوری منابع مالی برای قیام کردند. بسیاری از زن‌ها طلا و حتی ظروف مسی خود را فروختند. سردار اسعد هم قبل از ورود به ایران برای اعضای خانواده‌اش مخصوصاً صمصام‌السلطنه برادر ناتنی‌اش نامه‌های زیادی نوشته و آن‌ها را برای شورش آماده کرده بود. حاکم اصفهان در آن زمان اقبال‌الدوله بود که ظلم و ستم او و بدرفتاری‌های فوج ملایر که سربازان دولتی مستقر در شهر بودند با مردم عادی زمینه را برای شورش مردم آماده کرده بود.
انجمن اصفهان نامه‌ای به صمصام‌خان نوشت از او برای مقابله با ظلم اقبال‌الدوله تقاضای کمک کرد. در جلسه‌ای که با حضور ۲۰۰ تن از سران ایل بختیاری در مقر صمصام‌خان یعنی شلمزار برگزار شد حاضران اختلافات را کنار گذاشتند تا زمینه برای قیام در اصفهان آماده شود. صمصام‌السلطنه هم بهانه کافی برای شورش داشت چرا که محمدعلی‌شاه سه سال قبل او را از ایلخانی بختیاری برکنار کرده بود.
هم‌زمان کتک زدن بازاریان توسط سربازان مرندی خشم مردم را برانگیخت. در اول دی‌ماه مردم معترض به حکومت اقبال‌الدوله بازارها بستند و در مسجد شاه تحصن کردند. کسانی که مسلح بودند شروع به تیراندازی به طرف نیروهای دولتی کردند. اقبال‌الدوله تمامی نیروهای خود را از اطراف اصفهان احضار کرد. به زودی گروه‌های فدایی تشکیل شدند و مردم با فرستادن پیامی از صمصام‌خان تقاضای کمک کردند.
صمصام‌خان شرایطی برای مردم شهر معین کرد و برای آن‌ها فرستاد.
1. کمک اعضای کمیته و محترمین شهر در هنگام جنگ به سواران بختیاری
2. مشخص شدن محل پرداخت جیره و حقوق سواران بختیاری
3. ملحق شدن چند نفر از بزرگان شهر قبل از ورود سواران بختیاری به شهر

حاج‌آقا نورالله بلافاصله تمامی شرایط را پذیرفت و به نشانه اتحاد قرآنی را مهر کرد و برای صمصام‌السلطنه فرستاد.